# Britten-Norman Trislander
Britten-Norman Trislander är en originell flygplanskonstruktion med 3 stycken motorer varav en är monterad på stjärtfenan. Den är en vidareutveckling av Britten-Norman Islander. Flygplanet flög för första gången 1970 och har tillverkats i 73 exemplar. Flygs bland annat på Guernsey.